# Andréia Suntaque
Andréia Suntaque (* 14. September 1977 in Nova Cantu) ist eine ehemalige brasilianische Fußballspielerin. Sie spielte auf der Position einer Torhüterin.

## Karriere

### Verein
Andréia begann im Alter von zwölf Jahren Volleyball zu spielen. Aufgrund einer Schulterprellung gab sie den Sport auf und wechselte im Alter von 20 Jahren zum Fußball, wo sie zunächst als Verteidigerin begann, aber schnell auf die Position im Tor rückte.
1998 schloss sich Andréia dem FC São Paulo an und ein Jahr später dem Lokalrivalen SE Palmeiras. Im Jahr 2000 ging sie dann nach Rio de Janeiro zum CR Vasco da Gama. Ihr Verbleib 2002 ist unbekannt. 2003 lief sie zunächst für den Saad EC auf und wechselte im Laufe des Jahres nach Spanien zum Extremadura Femenino CF. Nach Abschluss der Saison 2003/04 wechselte Andréia. Ihre nächste Station wurde die CFF Estudiantes de Huelva, wo sie bis Saisonende 2005/06 spielte. Bis Ende der Spielzeit 2008/09 lief sie dann für die Saragossa CFF auf.
Im September 2009 gab der FC Santos die gemeinsame Verpflichtung von ihr, Marta und Cristiane bekannt. In dem Jahr gewann Andréia mit dem Klub die Copa Libertadores Femenina 2009 und im Folgejahr gelang die Titelverteidigung.
Nach Abschluss der Saison 2011 verließ die Spielerin den Klub und wechselte zum CA Juventus. Von 2013 bis 2014 spielte sie für Portuguesa. Nach Beendigung der nationalen Meisterschaft 2014 trat Andréia in dem Jahr noch für den EC São José in der Copa Libertadores Femenina 2014 und im Mobcast Cup an, welche beide gewonnen werden konnten.
In das Jahr 2015 startete sie zunächst wieder für Portuguesa, wechselte zur Austragung der Meisterschaft 2015 zu SE Tiradentes. Hier erreichte der Klub das Halbfinale, unterlag aber Andréias altem Klub São José mit 1:1 und 0:5. Zur Saison 2017 wechselte sie letztmalig. Sie beendete in dem Jahr ihre Profilaufbahn beim Botafogo FR.

### Nationalmannschaft
Im Zuge der Fußball-Weltmeisterschaft der Frauen 1999 stand Andréia erstmals im Kader der Auswahlmannschaft Brasiliens. Beim Turnier kam sie über die Rolle einer Reservetorhüterin nicht hinaus und kam zu keinen Einsätzen. Am 26. September 1999 gab sie in einem Freundschaftsspiel gegen die USA ihr Debüt. In der Folge wurde sie häufiger zu Spielen eingeladen. Mit Brasilien gewann sie die Panamerikanischen Spiele 2003 und die Panamerikanischen Spiele 2007
Bei den olympischen Sommerspielen 2000, 2004, 2008 und 2012 stand Andréia in den Kadern. 2004 und 2008 konnte sie die Silbermedaille gewinnen.
Außer 1999 durfte sie auch an den weiteren vier Fußballweltmeisterschaften 2003, 2007, 2011 und 2015 teilnehmen. Ein Titel stellte sich dabei nicht ein. Dafür allerdings bei der Copa América der Frauen 2014. Bei dem Gewinn stand sie in allen Spielen im Tor. Im finalen Gruppenspiel gegen die Kolumbien am 28. September 2014 bestritt Andréia ihr letztes Länderspiel.
Gemäß der Übersichtsseiten auf rsssfbrasil.com von 1999 bis 2014 soll Andréia Suntaque 101 Länderspiele bestritten haben. Diese teilten sich auf in:
- Freundschaftsspiele: 14
- U.S. Cup: 3
- CONCACAF W Championship: 4
- Olympische Sommerspiele: 17
- Copa América: 17
- Panamerikanische Spiele: 10
- Fußball-Weltmeisterschaft: 14
- Vier-Nationen-Turnier: 16
- Matchworld Women’s Cup: 1
- Inoffizielle Spiele: 5

## Erfolge
Nationalmannschaft
- Panamerikanische Spiele: 2003[7], 2007
- Silbermedaille bei den Olympischen Spielen: 2004, 2008
- Vier-Nationen-Turnier in Brasilien: 2009, 2011, 2012, 2013
- Matchworld Women’s Cup: 2014
- Copa América der Frauen: 2014

Santos
- Copa Libertadores Femenina : 2009, 2010

EC São José
- Copa Libertadores Femenina: 2014
- Mobcast Cup: 2014

## Trivia
Neben dem Fußball hat Andréia, als Sekretärin und Verkäuferin gearbeitet. Nach der aktiven Laufbahn eröffnete sie in Ribeirão Preto eine Torwartakademie.